# Women's Games 1980
Il Women’s Games 1980 è stato un torneo di tennis giocato sul cemento. È stata la 1ª edizione del torneo, che fa parte del WTA Tour 1980. Si è giocato a Salt Lake City negli USA dall'8 al 14 settembre 1980.

## Campionesse

### Singolare
Virginia Ruzici ha battuto in finale  Ivanna Madruga con il punteggio di 6–1, 6–3

### Doppio
Virginia Ruzici /  Pam Teeguarden hanno battuto in finale  Barbara Jordan /  Joanne Russell con il punteggio di 6–4, 7–5